# Pterogramma ovipennis
Pterogramma ovipennis är en tvåvingeart som först beskrevs av Oswald Duda 1925.  Pterogramma ovipennis ingår i släktet Pterogramma och familjen hoppflugor. Inga underarter finns listade i Catalogue of Life.